# Rosa moschata
Rosa moschata là loài thực vật có hoa trong họ Hoa hồng. Loài này được Mill. miêu tả khoa học đầu tiên năm 1768.

## Hình ảnh

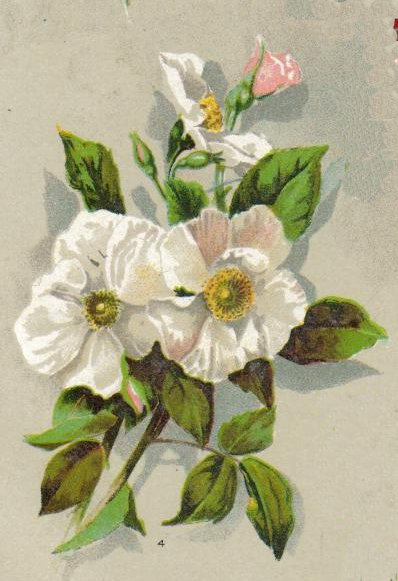
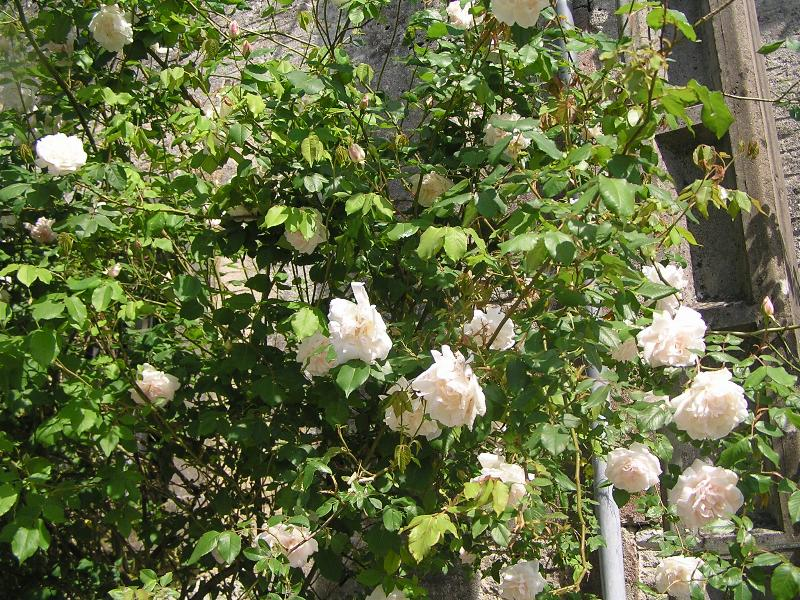
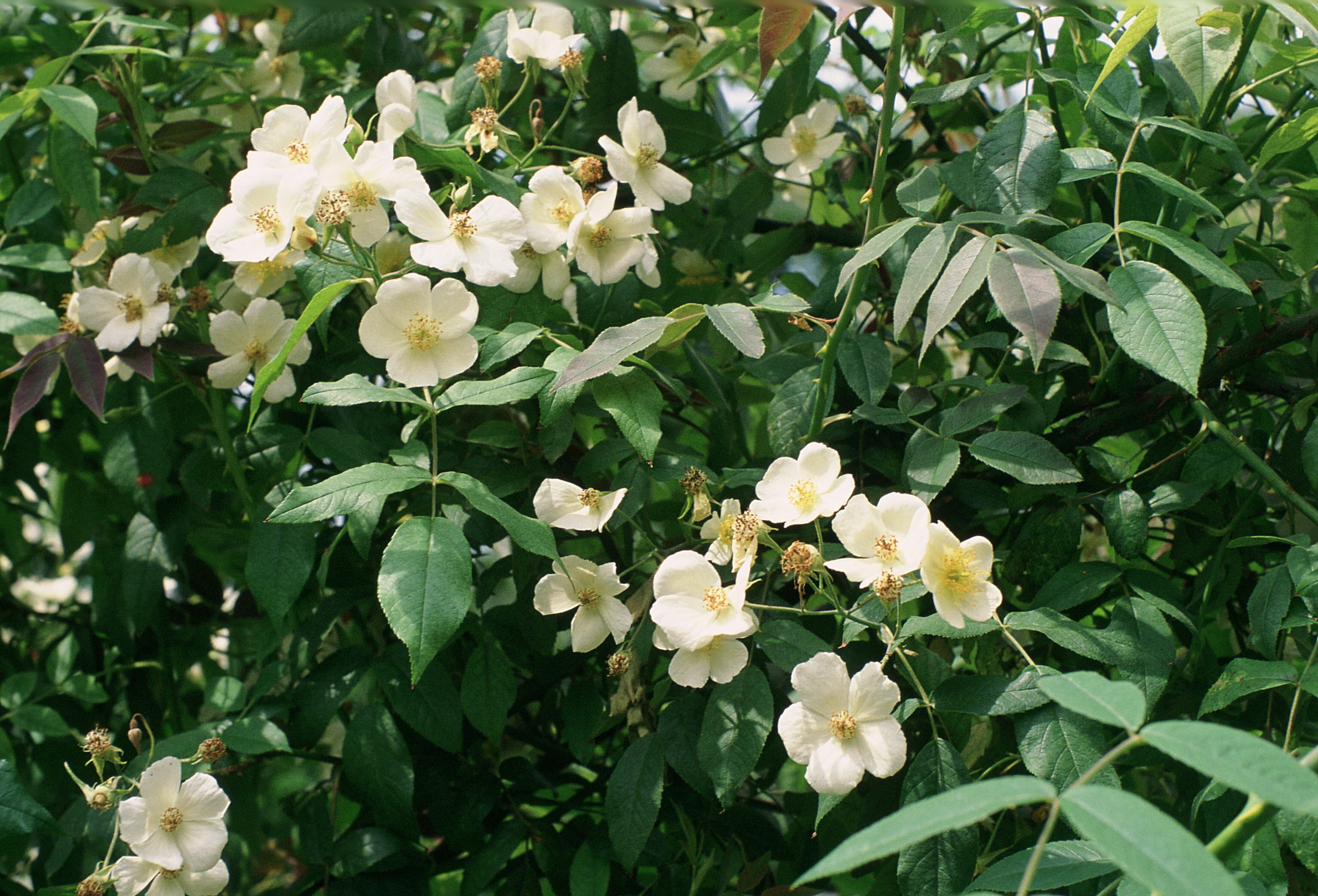
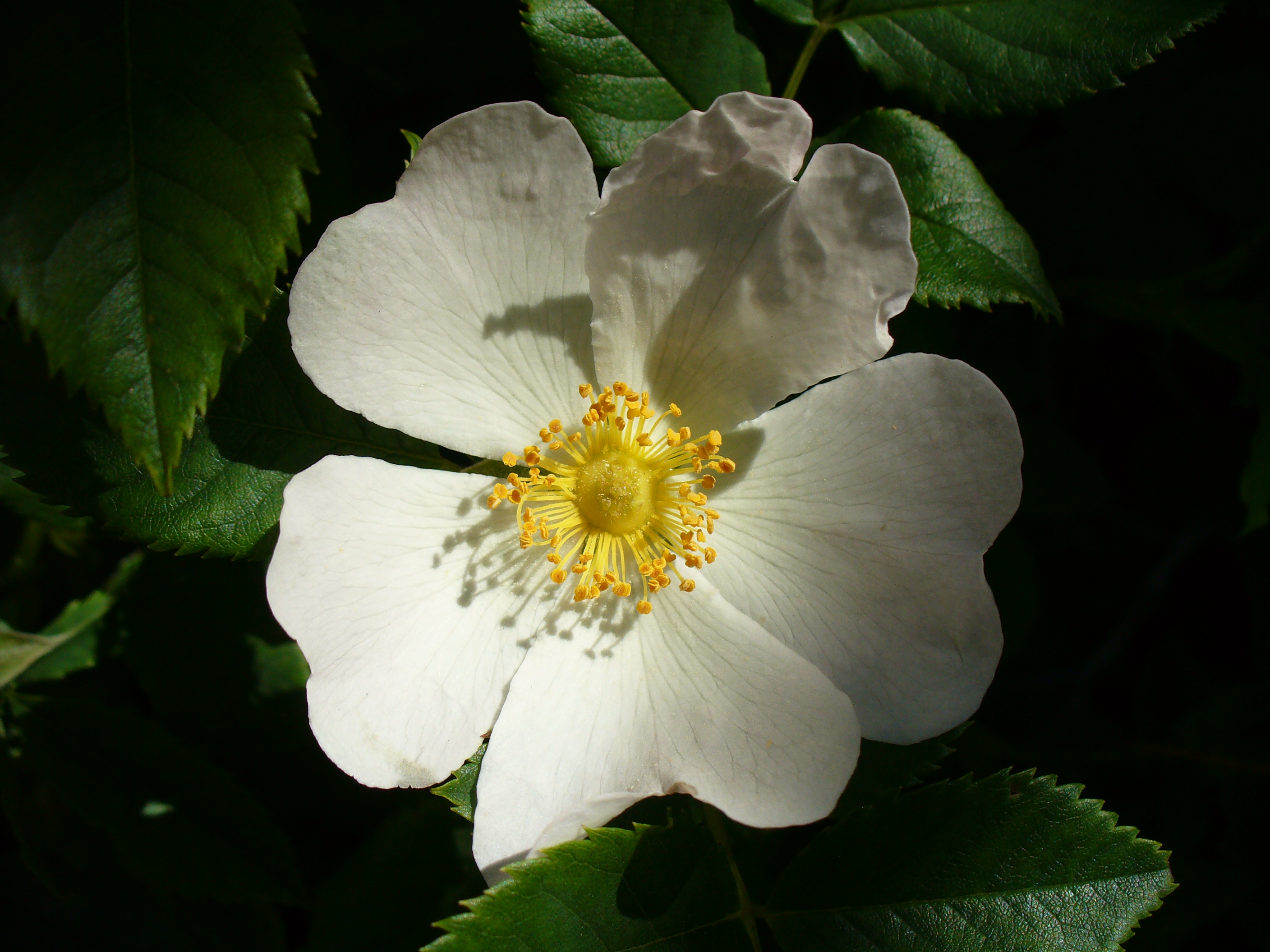